# Perry Pantauw
Perry Pantauw es un deportista indonesio que compitió en judo. Ganó dos medallas de bronce en el Campeonato Asiático de Judo de 1981, en las categorías de +95 kg y abierta.

## Palmarés internacional
| Campeonato Asiático | Campeonato Asiático | Campeonato Asiático | Campeonato Asiático |
| Año                 | Lugar               | Medalla             | Categoría           |
| ------------------- | ------------------- | ------------------- | ------------------- |
| 1981                | Yakarta (Indonesia) | Medalla de bronce   | +95 kg              |
| 1981                | Yakarta (Indonesia) | Medalla de bronce   | Abierta             |